# Nokia N1
Nokia N1 — компактний планшетний комп'ютер, випущений Nokia після продажу мобільного бізнесу компанії Microsoft. Анонсовано 18 листопада 2014. Є першим пристроєм в світі з універсальним роз'ємом USB Type-C, який дозволяє підключати кабель будь-якою стороною. Як повідомляється, виробництвом планшетного комп'ютера для Nokia займається китайська корпорація Foxconn, відома завдяки збірці пристроїв Apple.

## Розвиток
Себастьян Нистрем почав роботу над планшетом 28 квітня, всього через кілька днів після придбання свого колишнього мобільного підрозділу компанією Microsoft. Nokia, згідно контракту купівлі-продажу, не має права випускати смартфони до кінця 2015 року і звичайні телефони протягом 10 років після придбання Microsoft її мобільних підрозділів, але дозволяється вільно виробляти пристрої в інших сегментах, таких як таблетки.
N1 був представлений на конференції Slush. Nokia дизайн, технології та логотип були створені у відповідності з ліцензією. Foxconn відповідає за виробництво, маркетинг, розповсюдження та технічну підтримку N1.
N1 є одним з перших пристроїв, що має новий "type-C" USB-роз'єм. Хоча новий роз'єм належить до типу специфікації USB 3.1, проте працює на швидкості лише USB 2.0. 

## Характеристики
За більшістю характеристик N1 схожий на свого прямого конкурента — Apple iPad mini 2/3, однак має значну перевагу, яка полягає в його ціні (всього 249 доларів).
Корпус з цілісного шматка анодованого алюмінію.
Кольори корпусу: "натуральний алюміній" і "лавовий сірий".
Задня камера на 8Мп з автофокусуванням.
Фронтальна камера на 5Мп з фіксованим фокусом.
Можливість запису 1080р відео.
Вихід 3.5 мм аудіо.
Двосторонній USB Type C (аналог Lightning).
Екран 7.9-дюймів 4: 3, з роздільною здатністю 2048х1536, Gorilla Glass 3, IPS LED OGS-технологія.
Процесор Intel Atom Z35860 64bit, 2.3 ГГц.
Пам'ять LPDDR3 800Mhz, 2 ГБ.
Сховище: eMMC 5.0, 32 ГБ.
Графіка: PowerVR G6430, 533 МГц.
Подвійні динаміки 90db на 0.5 Вт.
Батарея: 18.5 Вт·год, 5300 мА·год, 3.7 В.
6-осьовий гіроскоп + акселерометр.
Wi-Fi 802.11 a/b/g/n/ac.
Bluetooth 4.0 LE.
Операційна система: Android 5.0 Lollipop
Nokia Z Launcher
Габарити: 200.7х138.6х6.9 мм.
Вага: 318 грам.

## Продажі
Продажі гаджета стартують в лютому 2015 в Китаї, де його ціна складе близько 249 доларів США (без урахування податків). Надалі пристрій вийде на російський ринок, а також з'явиться в кількох європейських країнах.